# 丽纹峨螺
丽纹峨螺（学名：Siphonalia spadicea），中国大陆又名褐管蛾螺，是新腹足目峨螺科管蛾螺屬的一种。

## 形態描述
殼為長菱形，體層呈梯狀，螺塔高且尖銳。具褐色細紋及細肋，縫合線明顯，肩部有一瘤列，部分標本部具瘤列，上部體層具規則縱肋。內唇有滑層。殼口寬，白色或淡褐色，近橢圓形。水管溝彎曲。口蓋略小於殼口，角質，近橢圓形，具螺旋紋中心靠下方。

## 分佈
主要分布于韩国、台湾宜蘭縣大里、頭城鎮及基隆八斗子、中国大陆的黄海、东中国海及南中國海的太平島海域，常栖息在浅海沙底。